# 王钢华
王钢华（？—），中华人民共和国政治人物、外交官。1987年，接替潘文杰，担任中华人民共和国驻厄瓜多尔大使。1991年，由徐贻聪接任。